# Ernest Charles Drury
Ernest Charles Drury ( * 22 de enero de 1878 - 16 de febrero de 1968) fue un granjero, político y escritor canadiense que fue Primer ministro de Ontario de 1919 a 1923, a la cabeza de un Gobierno de coalición entre los United Farmers de Ontario y el Partido travailliste de Ontario. Fue masón.
- Datos: Q3056893
- Multimedia: Ernest Charles Drury / Q3056893